# Horses in the Sky
Horses in the Sky è il quarto album in studio del gruppo musicale canadese Thee Silver Mt. Zion Memorial Orchestra, pubblicato nel 2005 a nome Thee Silver Mt. Zion Memorial Orchestra & Tra-La-La Band.

## Tracce
1. God Bless Our Dead Marines – 11:44
2. Mountains Made of Steam – 9:28
3. Horses in the Sky – 6:39
4. Teddy Roosevelt's Guns – 9:45
5. Hang on to Each Other – 6:38
6. Ring Them Bells (Freedom Has Come and Gone) – 13:58

## Formazione
- Thierry Amar – contrabbasso, voce, armonica, altro
- Beckie Foon – violoncello, voce
- Ian Ilavsky – chitarra, voce, harmonium
- Scott Levine Gilmore – batteria, percussioni, chitarra, mandolino, voce
- Efrim Menuck – chitarra, piano, voce
- Jessica Moss – violino, voce, piano
- Sophie Trudeau – violino, voce, tromba